# Déhanché
 (octobre 2021).
Si vous disposez d'ouvrages ou d'articles de référence ou si vous connaissez des sites web de qualité traitant du thème abordé ici, merci de compléter l'article en donnant les références utiles à sa vérifiabilité et en les liant à la section « Notes et références ».

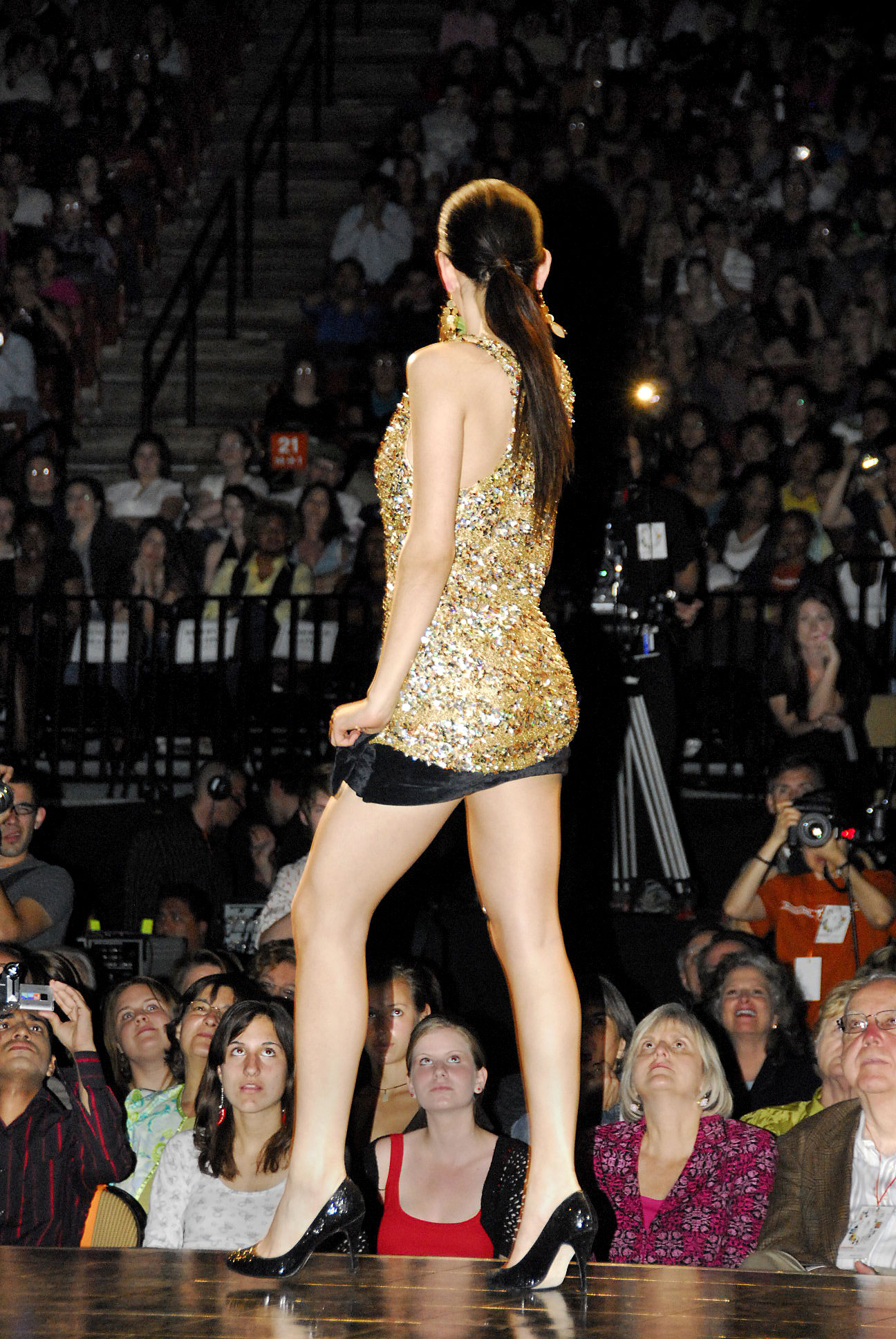
Un mannequin en plein déhanchement durant le défilé de mode annuel de l'université du Texas, en 2007.

Un déhanché est un mouvement anatomique du bassin par lequel une personne procède à une torsion de sa colonne vertébrale pour rendre saillantes ses hanches le long de ses flancs. S'il est effectué à l'occasion de chaque foulée pendant la marche, ce mouvement que l'on peut alors appeler déhanchement suscite un roulement continu des fessiers censé être séduisant. Aussi, il est demandé aux mannequins professionnels amenés à participer à des défilés de le maîtriser à la perfection et à celles qui débutent dans le métier de se soumettre à un exercice d'équilibre formateur. Ce dernier consiste à évoluer rapidement en talons aiguilles en plaçant systématiquement chaque pied exactement devant l'autre, ce qui suscite le balancement asymétrique.
Le déhanché est aussi beaucoup utilisé en danse, notamment dans les danses latines : salsa, rumba, cha-cha-cha, samba.
Le déhanchement peut être provoqué par un handicap ou une gêne de la motricité ; une boîterie peut comporter un déhanchement, important en cas de claudication.
Le déhanché désigne également le placement du corps du pilote sur la moto : il favorise la prise de virage en se déhanchant sur la selle.
Cette position est caractéristique de la représentation du corps, masculin et féminin, dans la Grèce antique, le déhanché donnant l'effet d'un mouvement, comme si la matière sans vie était capable d'imiter à la fois une attitude posée, immobile et le moment où s'opère le mouvement de la vie. Ainsi, par ce seul moyen, l'artiste peut donner l'illusion de la vie à la matière brute. La peinture antique a développé le motif en restituant plusieurs points de vue et la couleur[pas clair], comme on peut le voir dans la fresque Les Trois Grâces, découverte à Pompéi, et actuellement au musée archéologique national de Naples (voir galerie ci-dessous). Ce motif a été repris à la Renaissance par Raphaël dans son célèbre panneau du musée Condé, où le jeu balancé des corps dénudés accentue le mouvement qui semble comme dansé. Le terme italien correspondant à ce déhanchement est contrapposto.
Cette pose a été déclinée à l'infini depuis l'Antiquité, associée à la recherche de la Beauté et parce qu'elle évoque à merveille le passage de l'immobilité (de la matière - de la mort) au mouvement de la vie.

Galerie
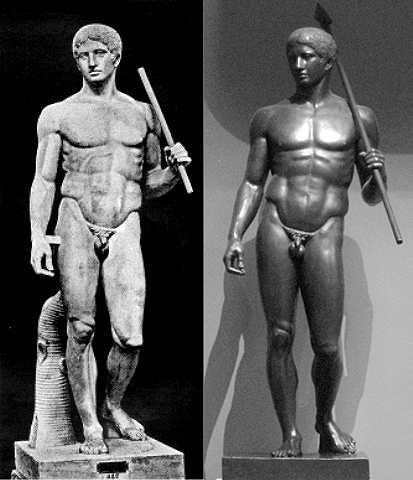
Comparaison entre deux Doryphore (porteur de lance) de Polyclète, vers 430 avant notre ère. À gauche : marbre de Carrare, H. 200 cm, copie romaine de la période impériale, découverte à Pompéi, au Musée archéologique national de Naples.
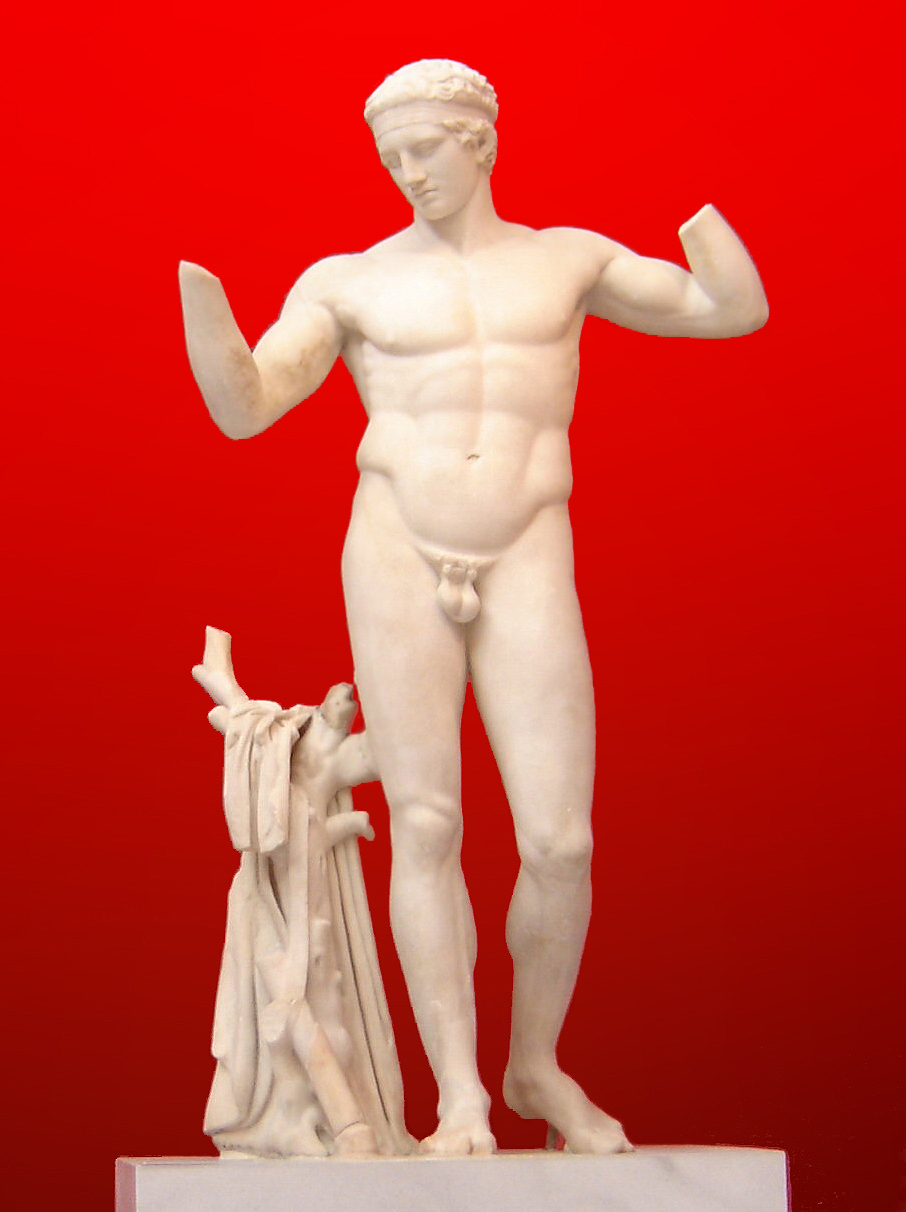
Le Diadumène (l'athlète victorieux), H. 186 cm. Bronze original v. 420 av.n.è., copie en marbre vers 100 av.n.è. Musée national archéologique d'Athènes.
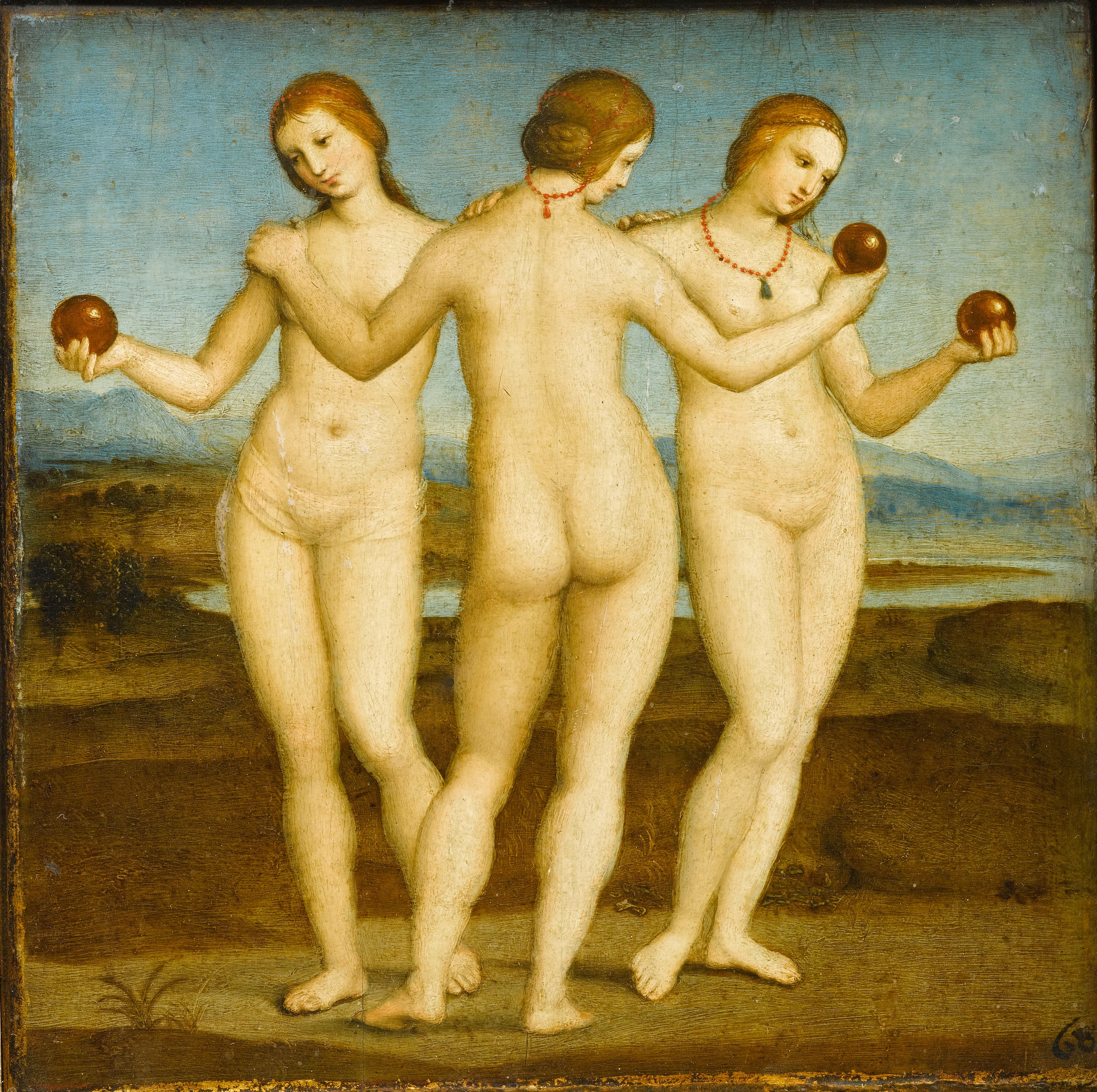
Les Trois Grâces, Raphaël, 1503-08, huile sur bois, 17 x 17 cm. Paris, Musée Condé.
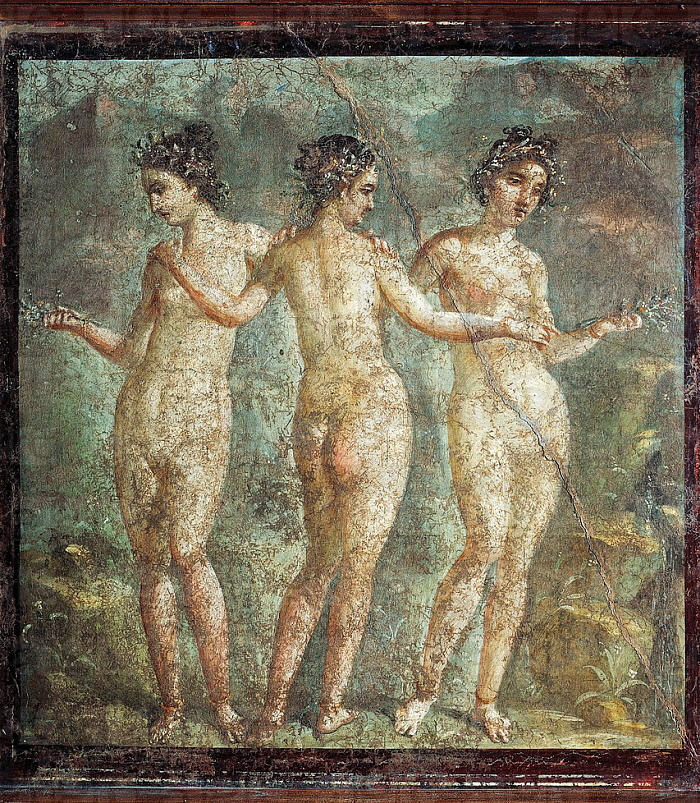
Les Trois Grâces, fresque découverte à Pompéi, actuellement au Musée archéologique national de Naples.